# إدوين جي. بروس
إدوين جي. بروس (بالإنجليزية: Edwin G. Burrows)‏ هو مؤرخ أمريكي، ولد في 1943، وتوفي في 4 مايو 2018.